# Helichrysum
Helicriso (Helichrysum) é um género botânico pertencente à família Asteraceae.